# Comparación masiva
La comparación masiva es un método desarrollado por Joseph Greenberg para determinar el nivel de relación de parentesco entre lenguas. En la actualidad se lo conoce usualmente como comparación multilateral. El método es rechazado por la mayoría de los lingüistas (en favor del método comparativo). Una de las críticas más habituales que se hace al método de comparación masiva es que es incapaz de distinguir las semejanzas debidas al azar o a los préstamos lingüísticos de las semejanzas debidas a un parentesco histórico genuino.
Aunque sus detractores se refieren generalmente al método de comparación léxica masiva, Greenberg mismo nunca utilizó este nombre y sus trabajos incluían no sólo comparaciones léxicas (entre palabras) sino también comparaciones entre elementos gramaticales.
Algunas de las relaciones que Greenberg postuló a través de este método han sido gradualmente aceptadas (por ejemplo, la macrofamilia lingüística afroasiática y la Níger-Congo). Otras, como la familia amerindia, fueron rechazadas. Greenberg no sólo propuso nuevas clasificaciones sino que también rompió otras previamente aceptadas (como la familia hamítica).
- Datos: Q1503202